# Сражение при Жемаппе
Сражение при Жемаппе (фр. Bataille de Jemappes) — сражение у деревни Жемапп на территории современной Бельгии 6 ноября 1792 года между французской революционной Северной армией под командованием генерала Дюмурье и австрийской армией под руководством герцога Альберта Саксен-Тешенского.

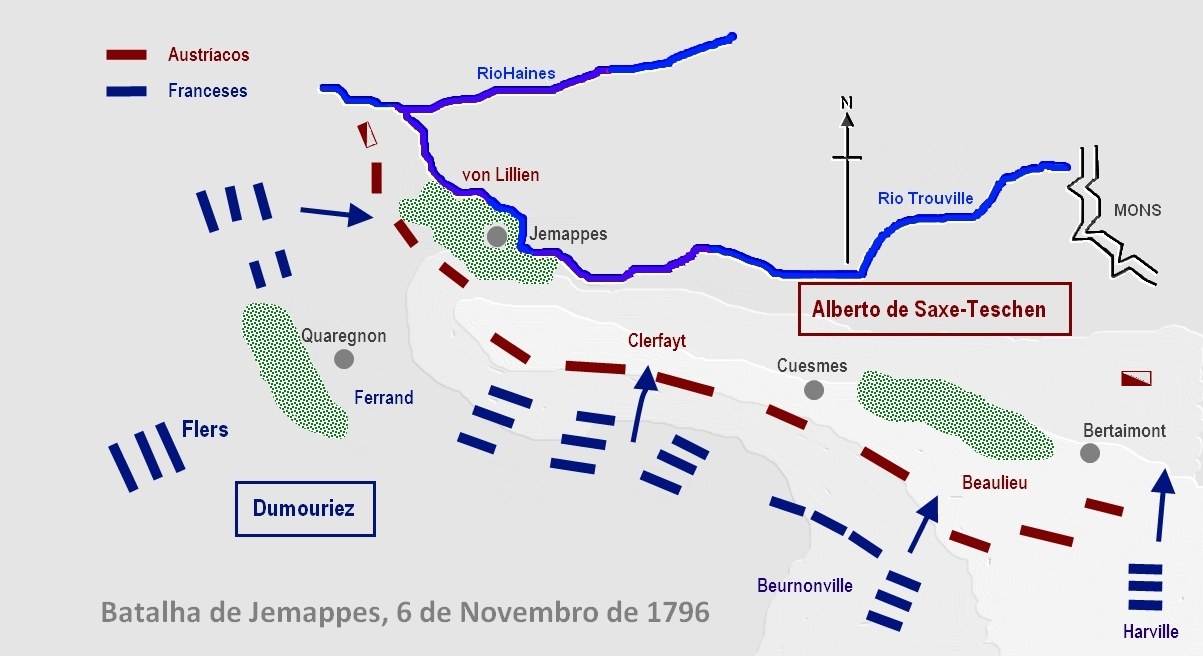
Карта сражения при Жемаппе

После поражения сил антифранцузской коалиции при Вальми французские войска вступили в Австрийские Нидерланды. Основные силы австрийской армии были сосредоточены на укреплённых позициях в районе Жемаппа и прикрывали юго-западные подходы к крепости Монс. Герцог Саксен-Тешенский сделал ошибку, не пополнив сои силы войсками из Турне и Фландрии. Численное превосходство в сражении было на стороне французов: 42 тысячам солдат генерала Дюмурье противостояло лишь 17 тысяч австрийцев. 
С рассветом 6 ноября французский главнокомандующий построил войска, и артиллерия открыла огонь по противнику у Кареньона. В 8 часов дивизия Миранды пошла в наступление и к 10 утра выбила австрийцев из деревни. Но дальнейшее ее наступление на Жемапп было остановлено огнем противника. Обеспокоенный приостановкой наступления левого фланга, Дюмурье приказал во что бы то ни стало овладеть Жемаппом. 12 французских батальонов двинулись в атаку, но, встреченные сильным огнем с фронта, продвинулись вправо и ворвались в деревню с тыла, в то время как 3 батальона, пробравшись через болотистую речку Труль, обошли австрийцев слева и выбили из Жемаппа. 
В 12 часов дня в наступление пошёл центр герцога Шартрского, построенный в густых колоннах по-батальонно, и двинулся к лесу Фленю. Первые батальоны, проникнув в лес, были обстреляны тирольскими стрелками и картечью и в беспорядке отошли. В этот критический момент герцог Шартрский и его генералы и офицеры сплотили бежавшие войска, подкрепили пехотным и гусарским полками и восстановили бой по всей линии. Герцог Шартрский, составив густую колонну и вручив ей трехцветное знамя, приказал идти в атаку. Солдаты стремительно бросились вперед и выбили тирольцев из леса. В это время справа от Жемаппа показался авангард колонны Феррана. Попав под перекрестный огонь, австрийцы дрогнули и стали отходить на Монс.
На правом фланге в полдень авангард Бернонвиля начал наступление на Кюэм. Невзирая на сильный огонь, батальоны Дампьерра взобрались на скаты Кюэма и Панизеля, сбили противника и прорвались сквозь линию редутов в тот момент, как Шамборан и Бершини атаковали левый фланг австрийцев и привели его в расстройство. В это время на поле сражения подоспели свежие три эскадрона драгун, смяли гусар Шамборана и отбросила их в долину. Австрийцы ободрились, перешли в контратаку и выбили Дампьерра из взятых укреплений. Французы поспешно отступали от Кюэма. Вовремя прибывший Дюмурье воодушевил солдат Дампьерра и, став во главе конницы Шамборана и Бершини, лично повел всю эту массу в атаку. Войска устремились к Кюэму и, опрокинув пехоту противника, ворвались в редуты. В 2 часа дня Кюэм уже находился в руках французов, и сражение закончилось. 
Остатки австрийских войск спешно отошли к Брюсселю. Результатом этой победы стало занятие французской армией всех Австрийских Нидерландов.
В этом сражении французы применили новую тактику ведения боя: войска были построены в колонны в сочетании с рассыпным строем. Ударом по правому флангу и центру австрийских позиций французская армия прорвала линейно построенную оборону противника и опрокинула его. 